# Camillus

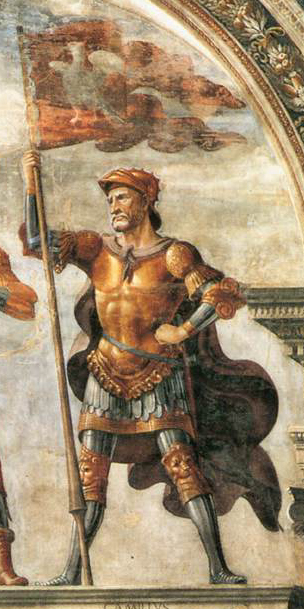
Fältherren Camillus, avbildad av Domenico Ghirlandaio.

Camillus, Marcus Furius Camillus, född cirka 446 f.Kr., död 365 f.Kr., var en romersk fältherre och statsman, som är känd via Titus Livius berättelser som skrevs ungefär fyrahundra år senare. Enligt Livius fördrev han gallerna från Rom år 390 f.Kr. och lät uppföra Concordiatemplet på Forum Romanum. Han var fem gånger diktator och kallades av Livius "Roms andre grundare". 
Nutida forskning ser honom snarast som en mytologisk gestalt.